# Sala de armas

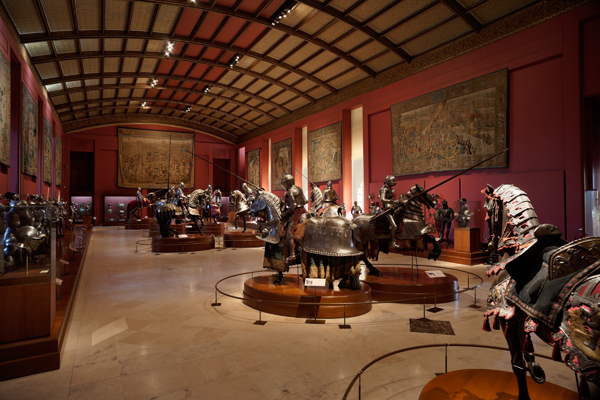
Sala de armas del Palacio Real de Madrid

En los cuarteles, colegios y escuelas militares, se llama sala de armas al salón destinado a que los oficiales, cadetes o alumnos se ejerciten en tirar las armas bajo la dirección de un profesor de esgrima. 
Esta misma habitación en los cuarteles sirve para celebrar los consejos de guerra del cuerpo así como para las juntas ordinarias y extraordinarias de los jefes y oficiales. 